# Hedysarum austrokurilense
Hedysarum austrokurilense är en ärtväxtart som först beskrevs av N.S. Pavlova, och fick sitt nu gällande namn av N.S. Pavlova. Hedysarum austrokurilense ingår i släktet buskväpplingar, och familjen ärtväxter. Inga underarter finns listade i Catalogue of Life.